# 한국자연환경연구소
한국자연환경연구소(주)(Korea Natural Environment Institute Company Limited by share)는 경기도에 있는 생태조사, 생태복원을 전문으로 하는 기업이다. 자본금은 7억원이며, 연 평균 매출은 15억원이다.

## 주요 사업 분야
- 생태조사, 생태복원(설계 및 시공), 토목 및 조경설계, 조경식재공사, 환경영향평가, 문화재 학술용역 관련 업무

## 사업장 소재지
- 본사는 경기도 안양시 동안구 관악대로404번길 11 옥산빌딩 301호(관양동 1467)이다.
- 지사 사무실은 경기도 고양시 덕양구 마상로140번길 54 3층(주교동 616-2)이다.

## 주요 취득 면허
- 엔지니어링사업자(도로및공항, 구조, 토질및지질, 도시계획, 조경), 일반측량업, 제1종 환경영향평가업, 제2종 환경영향평가업, 조경식재공사업, 자연환경보전사업대행자, 환경컨설팅업, 소프트웨어사업자, 출판업을 등록하였다.

## 주요 출원 특허
- 양서파충류용 유도수로(20-2006-0002007), 양서류파충류용 자연 동면구조(20-2006-0002012), 양서파충류 서식지용 유도펜스(20-2006-0002016), 수달 서식을 위한 인공 보금자리(20-2007-0007937) 등이 있다.

## 조직
- 대표이사는 조양근이며, 주요 대학 교수를 역임한 고문단을 두고 있고, 부서는 연구기획팀, 생태조사팀, 생태복원팀, 환경사업팀, 토목사업팀, 경영관리팀 등이 있다.

## 동정
- 2017/01/18 : 한국경제매거진(한경비즈니스)에서 주관하는 "2017 대한민국 100대 싱크탱크" 환경 부문에 23위로 한국자연환경연구소가 랭크되었다.[1]
- 2016/12/12 : 여성가족부에서 주관하는 "2016 가족친화인증기업"에 한국자연환경연구소가 선정되었다.[2]